# Institut japonais de recherche sur les cétacés
Pour les articles homonymes, voir ICR.

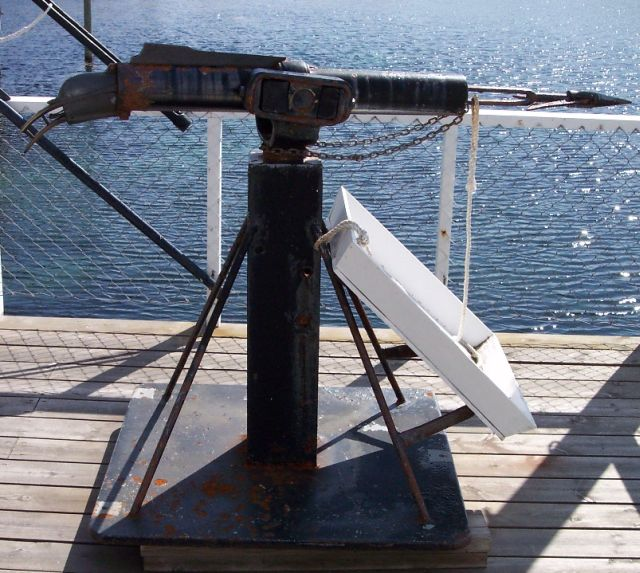
Harpon utilisé pour la chasse à la baleine.

L'Institut japonais de recherche sur les cétacés (日本鯨類研究所, Nippon geirui kenkyūjo, en anglais Institute of Cetacean Research, ICR) est une organisation japonaise, spécialisée dans la recherche sur la biologie et la vie des cétacés. C'est une organisation de recherche à but non lucratif, financée par le Ministère japonais de l'Agriculture, des Forêts et de la Pêche via l'agence de la Pêche.

## Histoire
Le Centre de recherche scientifique Nakabe (中部科学研究所, Nakabe kagaku kenkyūjo), créé en 1941, devient en 1947 l'Institut de recherche sur les baleines (鲸类研究所, Geirui kenkyūjo). En 1951, le Japon adhère à la Commission baleinière internationale (CBI), créée en 1946. L'institut obtient alors ses données grâce à la chasse commerciale : à l'apogée de la chasse, dans les années 1950, environ 2 000 baleines sont débarquées chaque année au port d'Ayukawa à Ishinomaki (base spécialisée construite en 1906).
En 1982, la CBI adopte un moratoire sur la chasse commerciale, qui entre en vigueur en 1986, et que signe le Japon. À cette date, la CBI réduit à zéro les quotas alloués au Japon via la chasse  commerciale. L'Institut japonais de recherche sur les cétacés est alors créé, en octobre 1987. Il prend le contrôle de l'ensemble de la flotte baleinière du pays et poursuit la chasse à la baleine dans des buts scientifiques.
En avril 2006, à la suite du retrait de cinq grandes entreprises de Kyōdō Sempaku (共同船舶), l'exploitant de la flotte de l'Institut, ce dernier entre directement dans le capital de l'entreprise[réf. souhaitée].

## Organisation et financement
L'Institut japonais de recherche sur les cétacés dépend administrativement de l'agence de la Pêche, organisme du Ministère japonais de l'Agriculture, des Forêts et de la Pêche. Il confie la gestion de sa flotte à l'entreprise Coopération navale (共同船舶株式会社, Kyōdō senpaku K.K.), le plus grand exploitant japonais de navires baleiniers.
Il reçoit, chaque année, environ dix millions d'euros de subventions de la part du gouvernement japonais. Le Fonds mondial pour la nature estime à 8,4 millions d'euros la subvention d'équilibre versée par le gouvernement pour la campagne de chasse 2008-2009 (l'estimation de Greenpeace est beaucoup plus élevée : 63 millions d'euros) et à 110 millions d'euros le total des subventions versées depuis 1988.

## Programmes de recherche
Pour mener à bien ses programmes de recherche, l'Institut japonais de recherche sur les cétacés se fixe l'objectif de capturer un millier de baleines par an.

### Programmes de recherche sur les baleines
L'Institut conduit deux programmes de recherche sur les baleines : le « Programme japonais de recherche sur les baleines sous permis spécial dans l'Antarctique » (Japanese Whale Research Program under Special Permit in the Antarctic, JARPA) et la « Recherche japonaise sur les baleines dans le Pacifique du nord-ouest » (Japan's Whale Research in the Western North Pacific, JARPN). Ces programmes de recherche, bénéficiant de permis spéciaux du gouvernement japonais, sont basés sur la recherche biologique, notamment la collecte d'échantillons provenant de l'océan Antarctique et le nord-ouest de l'océan Pacifique. Les échantillons sont utilisés pour des études relatives à l'estimation des paramètres biologiques, l'abondance des ressources, l'élucidation de la structure des populations, le rôle des baleines dans l'écosystème marin et l'élucidation de l'effet des changements environnementaux sur les cétacés.

#### JARPA
Ce programme de recherche se déroule dans l'Antarctique entre 1998 et 2005. Son objectif affiché est de déterminer le taux de mortalité, le nombre et la structure des populations de baleines, leur rôle dans l'écosystème antarctique et comment les changements environnementaux les affectent. Les opérations baleinières ont lieu sur de nombreuses zones préétablies, avec l'objectif de capturer 400 rorquals au moins à chaque saison.
En 1997, le comité scientifique de la CBI examine officiellement le programme JARPA. Il apprécie la précision raisonnable et l'utilité des données recueillies, mais exprime son désaccord avec la nécessité d'employer des méthodes létales. Il constate aussi que les résultats peuvent potentiellement conduire à un accroissement du nombre de prises annuelles de rorquals.
Lors de l'examen final de 2007, le comité reprend les conclusions de l'examen intermédiaire de 1997. Il reconnaît que des progrès ont eu lieu dans la détermination de la structure des populations, dont deux nouvelles ont été découvertes dans les zones de recherche. Il n'y a cependant pas d'accord sur la détermination de l'abondance des cétacés et les estimations préliminaires ne peuvent que refléter les changements majeurs à long terme. Des problèmes sont identifiés concernant les données sur l'âge et la mortalité. Les travaux relatifs au krill sont les bienvenus, mais relativement peu de progrès ont eu lieu en ce qui concerne la compréhension du rôle des baleines dans l'écosystème antarctique. Les données sur la pollution sont accueillies favorablement, mais des désaccords persistent sur l'analyse des résultats. Les niveaux de polluants toxiques sont inférieurs dans les baleines de l'Antarctique à ceux déterminés dans l'hémisphère nord,.
Le comité prend note du fait que les prises ont lieu dans le Sanctuaire des baleines de l'océan austral, créé par la CBI en 1994, et qu'une amélioration de la gestion de la chasse à la baleine dans un sanctuaire n'est pas utile. La résolution 2007-1 sur le programme JARPA, adoptée à la majorité, demande au Japon de suspendre les recherches avec mise à mort,,.

#### JARPA II
Comme son prédécesseur, ce programme de recherche sur les baleines se déroule près de l'Antarctique. Commencé en 2005, et se poursuivant actuellement (2011), il a pour objectifs le suivi de l'écosystème de l'Antarctique, la modélisation de la compétition entre espèces de cétacés, l'enregistrement des changements dans la structure des populations et l'amélioration de la gestion future des baleines antarctiques. Le programme prévoit, à chaque saison, la mise à mort d'au moins 850 rorquals de l'Antarctique, de 50 rorquals communs et 50 baleines à bosse. Le quota de baleines à bosse n'a pas été atteint, à cause d'une intense opposition internationale.
Les désaccords concernant l'utilité scientifique des recherches menées, l'utilisation de méthodes létales et la taille des échantillons continuent à s'exprimer, aussi bien dans le comité scientifique que dans la Commission. En 2005 et 2007, la Commission adopte, à la majorité, des résolutions demandant au Japon de cesser les recherches utilisant la mise à mort dans le programme JARPA II,,.

#### JARPN
De 1994 à 1999, le Japon mène à bien le Programme de recherche japonaise sur les baleines dans le Pacifique du nord-ouest (JARPN), dont les objectifs officiels sont d'améliorer la connaissance de l'identité des populations et d'étudier la faisabilité d'un programme d'écologie alimentaire. Le programme prévoit la mise à mort de 100 petits rorquals par an. Les résultats sont examinés par un comité en février 2000. Le comité s'accorde à reconnaître l'utilité des informations obtenues pour la gestion des baleines, mais aucun consensus ne se dégage sur la question de savoir si des méthodes létales sont nécessaires.
Comme dans le cas du programme JARPA, la CBI prend des résolutions applelant le Japon à cesser de délivrer des permis pour la capture des petits rorquals, en s'appuyant sur les doutes concernant les méthodes létales, comme la résolution 1999-1 sur la chasse à la baleine sous permis spécial.

#### JARPN II
Le programme de recherche JARPN II commence, en 2000 et 2001, par une étude sur la possibilité de capturer des baleines dans l'Océan Pacifique du nord-ouest. Elle prévoit la mise à mort de cent baleines de Minke, cinquante rorquals de Bryde et dix grands cachalots. Les objectifs du programme sont d'étudier l'écologie de l'alimentation (notamment la consommation des proies), la structure des populations et les impacts environnementaux des cétacés. En 2002, après l'achèvement de l'étude préliminaire, le Japon propose et commence un programme à long terme, destiné à étudier les rapports entre l'écologie de l'alimentation et l'utilisation supportable des baleines dans le Pacifique et dans la Zone économique exclusive du Japon. En 2008, le programme comporte une proposition de capture annuelle de 340 baleines de Minke, cinquante rorquals de Bryde, cent rorquals boréaux et dix grands cachalots.
Des désaccords concernant les objectifs, la méthode, les effets sur les populations et le succès général du programme s'expriment lors de l'examen, par le comité scientifique de la CBI, de l'étude de faisabilité et du programme général. Ce dernier introduit un changement par rapport à l'usage antérieur des réserves à but scientifique de l'article VIII de la Convention internationale pour la règlementation de la chasse à la baleine (International Convention for the Regulation of Whaling, ICRW) de 1946. En effet, il ne prévoit pas de date d'achèvement. Certains membres du comité estiment que les objectifs fixés ne sont pas nécessaires à la gestion des populations et ne contribuent pas de façon significative aux objectifs de recherche identifiés antérieurement. Pour eux, la taille de l'échantillon et les méthodes proposées sont inadaptées aux objectfs du programme et la modélisation de l'écosystème est faiblement développée.
Certains scientifiques du comité estiment que le programme donne une importance exagérée aux effets négatifs supposés de la prédation des cétacés sur les ressources des pêcheries, tout en ne s'occupant pas des effets de la pêche sur les cétacés. Cependant, d'autres estiment qu'il est extrêmement important de déterminer les impacts des cétacés sur les populations de poissons et d'obtenir plus d'informations sur la structure des populations de baleines de Minke. Certains assurent que l'étude de faisabilité apporte des informations utiles sur la méthode et que d'autres aspects fondamentaux du programme s'améliorent au cours du temps et contribuent à répondre à des questions fondamentales. En ce qui concerne la partie concernant la pollution, le comité considère qu'elle ne contribue pas aux objectifs du projet Pollution 2000+ de la CBI, mais reste significative, pour la Commission, en tant qu'étude à long terme.
Les désaccords au sujet de la valeur des données obtenues grâce à des méthodes létales se poursuivent également. Certains assurent qu'un un grand nombre de questions peut recevoir une réponse grâce à des moyens non létaux, comme « le suivi des polluants (par échantillonnage de biopsies, dans le but d'analyser les acides gras et les nucléides stables), la structure des populations (par identification photographique, échantillonnage de biopsies et d'excréments) et l'écologie de l'alimentation (par échantillonnage d'excréments) »,. D'autres arguent que les données sur les proies, nécessaires pour les modélisations, ne peuvent pas être obtenues par des moyens non létaux. Cependant, selon certains, l'écologie de l'alimentation n'est pas nécessairement liée à la gestion des populations et l’échantillonnage de biopsies permet d'obtenir une plus grande quantité de données statistiques.
La controverse se poursuit au sujet des effets négatifs potentiels de prises, comme la diminution des populations O et J de baleines, quand les seules données sur de nombreuses populations ne proviennent que d'extrapolations sélectives des données de l'étude des Vaisseaux de reconnaissance japonais (Japanese Scouting Vessels, JSV). Les partisans du programme JARPN II estiment que les données JSV sont fiables et que l'extension des zones de recherche des aires côtières vers la haute mer limitent la pression sur les populations côtières.
En 2000, 2001 et 2003, la CBI adopte des résolutions demandant au Japon de cesser d'accorder des permis spéciaux pour la chasse à la baleine et de limiter la recherche aux méthodes non létales,. L'examen le plus récent (en 2011) par le Comité scientifique date de janvier 2009.

### Campagnes d'observation visuelle
Ces recherches sont menées dans l'hémisphère sud et le Pacifique nord pour élucider les tendances concernant l'abondance, la densité, la distribution et le comportement des baleines. Le programme « Recherche sur l'écosystème et les baleines de l'océan austral » (Southern Ocean Whale and Ecosystem Research, SOWER), de la CBI, en fait partie.

### Recherche socio-économique
Le programme Socio-Economic Research a pour but d'étudier et d'éclaircir les relations entre l'homme et les baleines du point de vue social, économique, culturel, historique et culinaire.

### Autres programmes
L'ICR mène un programme de recherche sur les petits cétacés présents dans les eaux côtières du Japon. Il conduit également des programmes de recherche dans le but de populariser les activités de la CBI, dans le cadre de l'objectif, fixé par la Convention internationale pour la règlementation de la chasse à la baleine (International Convention for the Regulation of Whaling, ICRW), d'une utilisation supportable de la ressource baleinière. Ces programmes spécifiques portent sur :
1. le développement d'un système de surveillance de la distribution des produits d'origine baleinière, grâce à des techniques d'identification génétique, la mise en place d'une base de données pour la détermination des espèces et de leur origine (zone marine) et le développement de techniques de marquage des individus ;
2. le développement de techniques de détermination de l'âge, notamment par analyse chimique[22] ;
3. la recherche sur le développement de techniques de biotélémétrie, utilisant des satellites artificiels ;
4. la recherche sur l'identification des marques naturelles ;
5. la recherche sur la bioaccumulation des métaux lourds et des substances chimiques écotoxiques, comme les composés organiques chlorés ;
6. la recherche concernant l'amélioration et le développement des techniques de capture et d'abattage des baleines ;
7. la collecte et l'analyse des données concernant l'échouage des mammifères marins sur le côtes du Japon.

## Flotte
La flotte de l'Institut se compose de plusieurs navires d'importance :
- Navire usine : Nisshin Maru
- Baleiniers : Shōnan Maru No. 1 · Shōnan Maru No. 2 · Yūshin Maru · Yūshin Maru No. 2 · Yūshin Maru No. 3 · Toshi Maru No. 18 · Toshi Maru No. 25
- Tankers et navires d'observation : Oriental Bluebird (anciennement Hiyo Maru) · Sun Laurel . Kaiko Maru · Kyoshin Maru No. 2 · Kyo Maru No. 1

## Controverses
Pour les adversaires de la chasse à la baleine, dont de nombreux groupes environnementalistes et certains gouvernements, notamment celui de l'Australie, l'Institut de recherche japonais sur les cétacés poursuit ses programmes de recherche afin de permettre la continuation de la pêche commerciale et de contourner les quotas de la Commission baleinière internationale (CBI),. 

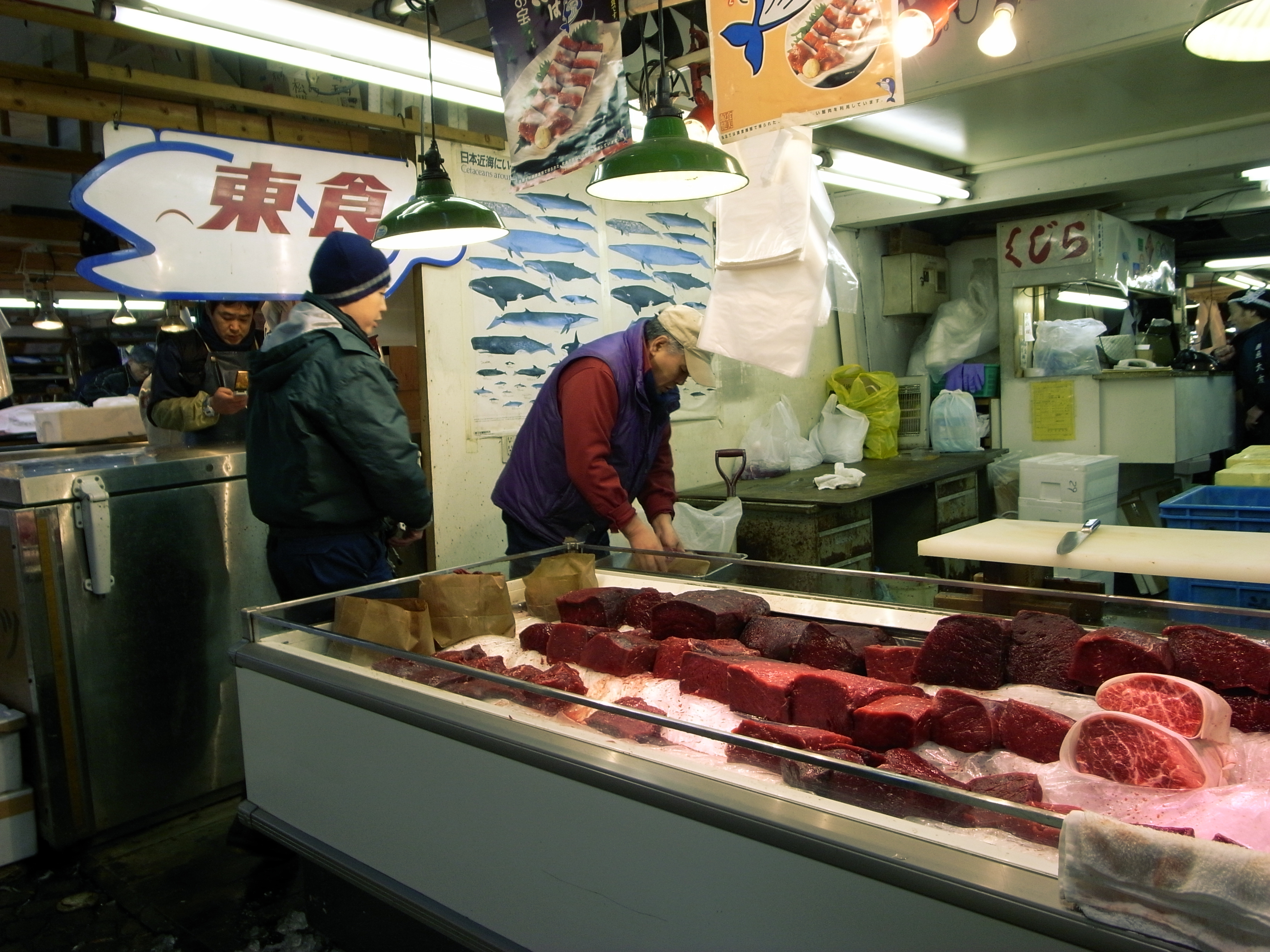
Viande de baleine en vente au marché aux poissons de Tsukiji (Tokyo, Japon).

### L'utilisation de méthodes létales
L'IRC défend l'utilisation des méthodes létales par le fait que le nombre de prises est maintenu au minimum et ne met pas les populations en danger. Par ailleurs, il indique que les mammifères marins, notamment les baleines, consomment de trois à cinq fois le volume de poissons, calmars et crustacés exploité pour la consommation humaine et avance que la surprotection des mammifères marins pourrait nuire aux autres mesures de conservation du poisson. La valeur nutritionnelle de la viande de baleine et le caractère traditionnel de sa consommation dans la société japonaise sont également des arguments retenus par l'Institut pour justifier la mise à mort des cétacés. Enfin, l'organisme japonais note que la chasse est autorisée, pour certaines espèces animales, aux États-Unis et revendique le droit, pour le Japon, de chasser les baleines. Il rejette les critiques émises par le Fonds international pour la protection des animaux (International Fund for Animal Welfare, IFAW) en indiquant que ce dernier organisme s'est vu refuser par deux fois, l'entrée dans l'Union mondiale pour la nature (UICN) .

### Les résultats scientifiques des études

#### Les critiques
Les adversaires de la chasse à la baleine mettent en avant la faiblesse des résultats scientifiques obtenus au regard du nombre des animaux tués.
Dans une lettre ouverte au gouvernement japonais, publiée en 2002 par le New York Times, sous l'égide du Fonds mondial pour la nature (World Wildlife Fund, WWF), 21 scientifiques déclarent qu'« ils considèrent que le programme japonais de recherche baleinière n'atteint pas les standards minimaux requis pour une science crédible ». Ils se disent « préoccupés par le fait que le programme baleinier japonais n'est pas destiné à répondre aux questions scientifiques concernant la gestion des baleines, que le Japon refuse de rendre les informations qu'il recueille accessibles à une évaluation indépendante et que son programme de recherche ne comporte pas d'hypothèse vérifiable ou d'indicateurs de résultats compatibles avec les standards scientifiques acceptés ». Ils accusent le Japon d'« utiliser le prétexte de la recherche scientifique pour échapper à ses obligations envers la communauté internationale »,.
Un fonctionnaire du WWF souligne, dans BioScience, que « des critiques identiques de la chasse japonaise à la baleine ont été publiées par des biologistes experts en baleines du comité scientifique de la Commission baleinière internationale » et que trois des signataires de la lettre défendant les programmes japonais n'ont pas voulu révéler qu'ils avaient des liens financiers et organisationnels significatifs avec l'industrie baleinière.
De même, vingt membres du comité scientifique de la Commission baleinière internationale émettent des critiques : « si peu de connaissances significatives pour la gestion de la CBI peuvent être obtenues exclusivement par la capture des baleines qu'il est impossible de justifier la mort des animaux sur ce fondement »,. Ils confirment « que les signataires de la lettre ouverte ont résumé correctement les critiques faites par des chercheurs très familiers avec la chasse scientifique à la baleine du Japon », ce qu'ont omis de noter les critiques de la lettre, « trahissant une sélectivité qui imprègne leur article ».
Le comité scientifique de la Commission baleinière internationale a exprimé, de façon répétée, sa préoccupation concernant les objectifs et les résultats de l'ICR. Dans une résolution de 2007, la CBI note qu'« aucun de buts de JARPA I n'a été atteint et que les résultats du programme JARPA I [Programme japonais de recherche sur les baleines sous permis spécial dans l'Antarctique] ne sont pas nécessaire à la gestion selon la RPM [Procédure révisée de gestion] » et appelle le gouvernement japonais « à répondre, de façon à satisfaire le comité scientifique, aux 31 recommandations énumérées dans [le rapport du comité scientifique sur JARPA I] » et « à suspendre indéfiniment les aspects létaux  de JARPA II menés à l'intérieur du Sanctuaire des baleines de l'océan austral »,.
En 2008, l'ICR s'attire à nouveau des critiques lorsque le gouvernement australien publie des photographies montrant le baleinier Yūshin Maru No. 2 tuant de nombreuses baleines de différents types, ainsi que le treuillage d'une mère et de son petit à bord du Nisshin Maru, afin qu'ils y soient dépecés. Un arrêt d'une cour de justice australienne interdit aux navires de l'ICR de faire escale dans les ports de l'Australie.

#### Défense de l'ICR et appréciations positives
Le président du comité scientifique de la CBI dit cependant, au sujet des résultats des recherches japonaises : « La contribution japonaise à la recherche sur les baleines dans l'Antarctique est significative et, je dirais, très importante pour le comité scientifique de la CBI. [...] Le comité était très satisfait des données que le Japon a accumulées ».
A la lettre ouverte publiée par le New York Times, l'Institut de japonais recherche sur les cétacés répond qu'il a publié de nombreux articles de science des cétacés dans des revues à comité scientifique (105 pour les programmes JARPA I et II, auxquels s'ajoutent 185 autres documents scientifiques), critique cette lettre, considérant que c'est un exemple de scientifiques émettant des jugements en dehors de leur domaine d'expertise et juge leur attitude irresponsable vis-à-vis du public. Il note, en outre, que la lettre contient de nombreuses erreurs scientifiques et juridiques, reflétant le manque de crédibilité des scientifiques qui la soutiennent. 
Il se défend des critiques en rappelant que le moratoire de la CBI sur la chasse à la baleine a pour objectif de permettre l'obtention de plus de données sur la biologie de ces animaux. Pour Joji Morishita, de l'ICR, l'Institut remplit sa mission, de ce point de vue, et il ajoute que l'ICR a aussi pour objectif la conservation des baleines.
Tim Flannery, mammalogiste australien, paléontologue et militant écologiste, nommé Australien de l'année en 2007, déclare la même année que le programme japonais ne représente pas véritablement un problème, la plupart des baleines pêchées étant des baleines de Minke, une espèce non menacée : « It's hard to imagine that the whaling would lead to a new decline in population. ».

### La vente de la viande de baleine
Les opposants à la chasse à la baleine critiquent le fait que la viande de baleine est vendue sur les marchés aux poissons et que le produit de cette vente couvre une partie des dépenses de l'Institut,,. Ils demandent que la viande de baleine ne soit plus vendue au Japon et qu'aucun profit ne soit tiré de la recherche sur les baleines. Les règlements de la Commission baleinière internationale prévoient l'obligation d'utiliser la viande des cétacés capturés à des fins scientifiques,. Les marins et les officiels de l'Institut ont également été accusés de voler de la viande de baleine pour leur profit personnel.
Selon l'Institut, 75 % de la viande de baleine pêchée en 2011 et proposée à la vente n'a pas trouvé preneur, les grossistes et commerçants souhaitant éviter les ennuis avec les militants opposés à la chasse.

### Le financement public des recherches
Le financement, par l'État japonais, des recherches de l'Institut est dénoncé par les associations opposées à la chasse à la baleine, comme Greenpeace, mais aussi par certains hommes politiques, comme l'ancien porte-parole du ministère japonais des Affaires étrangères, Tomohiko Taniguchi. Ce dernier a déploré la mauvaise image donnée au Japon à l'étranger par les programmes de l'IRC et la faible rentabilité de la vente de la viande de baleine au Japon.

### Affrontements en mer
Des affrontements en mer, entre des navires de l'Institut et ceux d'associations comme la Sea Shepherd Conservation Society et Greenpeace, ont lieu de façon répétée, provoquant l'arrêt momentané des opérations de chasse. Greenpeace ayant suspendu ses actions dans l'Antarctique en 2008, c'est la Sea Shepherd Conservation Society qui va assurer l'essentiel des actions contre la pêche aux cétacés à partir de cette date.

#### Campagne 2005-2006
L'Arctic Sunrise entre en collision avec le Nisshin Maru.

#### Campagne 2006-2007
Le Robert Hunter, de Sea Shepherd, lance, le 9 février 2007, des fumigènes sur le Nisshin Maru. L'ICR accuse Sea Shepherd de tenter de détruire les propulseurs du Nisshin Maru, ce même jour, et ceux du Kaikô Maru le 12 février.

#### Campagne 2007-2008
Le 15 janvier 2008, l'équipage du Steve Irwin, de Sea Shepherd, lance des bouteilles contenant de l'acide butanoïque (un composé organique à l'odeur de beurre rance) sur le Yūshin Maru No. 2. Le 22 janvier, une vedette de Greenpeace vient au contact du Nisshin Maru. Le 3 et le 7 mars, les activistes de Sea Shepherd lancent de nouvelles bouteilles d'acide butanoïque sur le Nisshin Maru.

#### Campagne 2008-2009
Le 26 décembre 2008, le bateau Steve Irwin, de Sea Shepherd, accompagne, durant trois heures, l'un des navires de la flotte japonaise de recherche sur les cétacés, le Kaikô-maru. Une collision a lieu. Les activistes de l'association opposée à la chasse à la baleine lancent, sur le Kaikô-maru, une vingtaine de flacons en verre contenant de l'acide butanoïque et une substance bleue indélébile. Le 2 février 2009, une vedette de Sea Shepherd s'approche du Nisshin Maru. Le même jour, le Yūshin Maru est la cible de jets de bouteilles contenant des substances chimiques, de la part de Sea Shepherd. Le 5 février, Paul Watson tire une fusée de signalisation en direction du Yūshin Maru.
Le 6 février 2009, le Steve Irwin entre, par deux fois, en collision avec le Yūshin Maru No. 2. Les Japonais condamnent vivement l'action et déposent une plainte auprès des Pays-Bas (pays dont le Steve Irwin bat pavillon) et des autorités australiennes. Au retour du navire des opposants à la chasse à la baleine, tout l'équipement vidéo est confisqué et dix membres d'équipage sont identifiés comme suspects. Le 10 février 2009, le président de Kyodo Senpaku Kaisha Ltd, Kazuo Yamamura, accuse les opposants de tenter de mettre hors service les propulseurs des navires baleiniers. Il indique que le Yūshin Maru No. 2 et le Yūshin Maru No. 3 ont été endommagés lorsqu'ils ont été éperonnés par les bateaux de Sea Shepherd. Il demande à l'Australie et aux Pays-Bas de faire respecter le droit maritime international. Le lendemain, le capitaine Paul Watson, de Sea Shepherd, accuse à son tour les baleiniers d'avoir tenté de mettre hors service les propulseurs du Steve Irwin et d'avoir utilisé une arme sonique contre le bateau et son hélicoptère, ainsi que des canons à eau contre les membres de l'équipage. Pour lui, les collisions sont accidentelles.

#### Campagne 2009-2010
Le 17 décembre 2009, au large de la base de Dumont d'Urville, dans les Territoires antarctiques français, le navire japonais de chasse à la baleine Shōnan Maru 2 utilise un canon à ultrasons contre un hélicoptère de la Sea Shepherd Conservation Society, puis un canon à eau contre le Steve Irwin. Le 22 décembre, ce dernier utilise à son tour un canon à eau contre le Shōnan Maru 2, en même temps que des jets de bouteilles d'acide butanoïque. Le 23 décembre 2009, le navire Ady Gil approche du Shōnan Maru 2. Le 6 janvier 2010, ce dernier éperonne l’Ady Gil. La proue du navire des opposants se brise et le navire est gravement endommagé. Les six membres d'équipage (quatre Néo-Zélandais, un Australien et un Néerlandais) sont secourus par le Bob Barker,. Deux jours plus tard, l'Ady Gil coule. Sea Shepherd dépose plainte aux Pays-Bas pour piraterie, contre le capitaine et l'équipage du navire baleinier japonais, et en Nouvelle-Zélande, pour tentative de meurtre. Le 15 janvier, le Bob Barker lance des fumigènes sur le Shōnan Maru 2.
Le 6 février 2010, le Bob Barker, le nouveau bateau de Sea Shepherd, s'approche du Nisshin Maru, puis jette des bouteilles d'acide butanoïque sur le Shōnan Maru 2. Il est alors éperonné par le Yūshin Maru No. 3, qui fait un trou d'environ 10 cm de diamètre, en dessous de la ligne de flottaison. L'équipage ne subit pas de dégâts et le navire continue à entraver l'action des baleiniers. Selon l'ICR, c'est le navire des opposants qui est l'auteur de la collision. Le 9 février, le Steve Irwin joue de la musique classique au Nisshin Maru. Le 15 février, des activistes néo-zélandais montent à bord du Shōnan Maru 2, où ils sont placés en détention. Le 16 février, l'équipage du Steve Irwin lance, à l'aide de frondes, des balles de plastique sur le Nisshin Maru.
Le Yūshin Maru No. 3 rentre au port de Shimonoseki le 13 avril 2010, suivi, le lendemain, par le Nisshin Maru.

#### Campagne 2010-2011
Le 1er janvier 2011, des activistes, à bord d'une vedette, lancent des bouteilles sur le Yūshin Maru No. 3. Le 6 janvier, c'est le Steve Irwin qui lance des projectiles en verre sur le Yūshin Maru No. 2. Le 9 janvier, une vedette du Bob Barker envoie un fumigène sur le Yūshin Maru No. 2. Une nouvelle attaque aux fumigènes, de la part du Bob Barker, sur le même baleinier, se produit le 30 janvier. Le 3 février, des bouteilles d'acide butanoïque sont lancées, à partir du Bob Barker, sur le Yūshin Maru No. 3, suivies, le lendemain, par des fumigènes et de nouvelles bouteilles d'acide butanoïque.
Le 18 février 2011, l'Institut annonce la suspension du programme JARPA II, à la suite des affrontements avec les navires Steve Irwin et Bob Barker de la Sea Shepherd Conservation Society.